# Alejandro Fuenmayor
Alejandro Enriquez Fuenmayor Castillo (sinh ngày 29 tháng 8 năm 1996) là một cầu thủ bóng đá người Venezuela thi đấu ở vị trí hậu vệ cho Houston Dynamo ở MLS.

## Sự nghiệp
Sau 5 mùa giải cùng với Carabobo FC ở Venezuela, Fuenmayor chuyển đến đội bóng tại Major League Soccer Houston Dynamo vào ngày 16 tháng 1 năm 2018.